# Kung Fu Fighting
"Kung Fu Fighting" là một bài hát disco của ca sĩ người Jamaica Carl Douglas, được Douglas viết và được nhạc sĩ người Anh gốc Ấn Biddu sản xuất. Nó được phát hành dưới dạng đĩa đơn vào năm 1974 trên đỉnh cao của cơn sốt phim kungfu và vươn lên đứng đầu các bảng xếp hạng của Anh, Úc, Canada và Mỹ, ngoài việc đạt đến đỉnh của bảng xếp hạng Soul Singles. Nó đã nhận được chứng nhận đĩa Vàng từ RIAA vào năm 1974  và nhạc vũ trường phổ biến.  Cuối cùng bài hát này đã bán được mười một triệu đĩa trên toàn thế giới, làm cho nó một trong những đĩa đơn bán chạy nhất mọi thời đại. Bài hát sử dụng một đoạn riff guitar âm hưởng phương Đông, một cụm nốt nhạc ngắn được sử dụng để biểu thị văn hóa Trung Quốc.
"Kung Fu Fighting" được đánh giá đứng 100 trong danh sách 100 Greatest One Hit Wonders của VH1 's, và số 1 trong danh sách Top 10 One Hit Wonders của Channel 4 trong năm 2000, 50 Greatest One Hit Wonders cũng của kênh trên trong năm 2006 và Bring Back... the one-hit Wonders, mà Carl Douglas đã thể hiện bài hát này trong một buổi hòa nhạc trực tiếp. Bài hát được Cee Lo Green và The Vamp cover lại.